# Benoît Maréchal
Pour les articles homonymes, voir Maréchal.
Benoît Maréchal est un danseur et comédien français né le 5 mai 1979.
Après avoir complété un diplôme d'ingénieur, il s'oriente vers la danse, puis la comédie. Après avoir dansé une création chorégraphique et incarné « l’amant d’un jour » dans le spectacle du même nom, de Vincent Ansart, il joue en 2006 avec Isabelle Huppert Quartett d’après Heiner Müller, mise en scène Bob Wilson, à l'Odéon-Théâtre de l'Europe.

## Théâtre
- 2005 : L'Amant d'un jour
- 2006-2009 : Quartett

## Filmographie

### Cinéma
- 2019 : Les Crevettes pailletées de Cédric Le Gallo et Maxime Govare : Bram
- 2022 : La Revanche des Crevettes pailletées de Cédric Le Gallo et Maxime Govare : Bram

### Télévision
- 2010 : Fais danser la poussière : Tim
- 2010 : Les Bleus, premiers pas dans la police : Tiago Etchegoyen (saison 4, Épisodes 27 à 31)
- 2011 : La Nouvelle Blanche-Neige : Adrien Neige
- 2015 : Section de recherches (saison 9, épisode 3) : Julien Morel
- 2021 - en cours : La Doc et le véto de Thierry Binisti : Vincent Lunier, l'ornithologue (épisode 4)
- 2023 : Coup de foudre à Venise : Jean-Paul, le chef français